# Культові споруди села Солобковець
Культові споруди села Солобківці складаються з православних та католицький храмів.

## Православні храми
Село Солобківці (пол.  Solopkowcze) засновані, певно, в першій половині або в середині XV ст. Перша документальна  згадка  про них датується 1493 роком. Тоді тут налічувалось 4 дими (будинки).
В 1735 році було збудовано дерев’яну церкву Покрови, яка знаходилася  по вулиці Шевченка («Нова суша») на толоці навпроти садиби Карвацьких. Храм певно було зведено на місці легендарної церкви будованої синами Солопія. Згідно легенди про Солобківці, яку в 1947 році повідав 107 річний житель села Михалецький. «А коли помер козак Солопій (засновник поселення), то сини задумали побудувати в селі церкву, як пам’ятку про батька, матір Катерину та діда Оверка. Так біля каплички, яку збудував Оверко, зробили дерев’яну церкву красуню і повалив народ у це село, яке росло і міцніло. Так ще твердять народні перекази що допомагав Солопієвим синам будувати церкву Бодюк, старий козак, щоб не вернулася татарська навала». Біля церкви знаходився старий цвинтар, де за переказами були поховані засновники, та  перші жителі Солобковець. Ще  до середини 50-х років на ньому знаходилися хрести.
За різними свідченнями, церква була розібрана  наприкінці 20-х на початку 30-х  років XX століття під час проведення колективізації.
В 1740 році було побудовано за валами містечка церкву Знесіння Господнє. Знаходилася на теперішній садибі Гроха Василя. В 1840 рр. зруйнувалася за причини поганої побудови. За переказами вона була побудована на кошти розбійника, який розкаявся. А дозвіл на її зруйнування отримав священик, який хотів заволодіти скарбом схованим розбійником в стінах храму. Скарб знайшов робітник, після чого зник з місця злочину.
Згідно XI тому польського «Словника географічного Королівства Польського» 1890 року видання, с. 58, було тоді в містечку Солодківці дві церкви: щойно зведена мурована Успенська, 1888 року побудови, 1667 парафіян і забезпечено 148 земельними ділянками і дерев'яна  Покровська з 1739 р. розташована у середині поселення, і забезпечена 50 земельними ділянками. Аналіз писемних джерел показав що мурований храм Успіння Богородиці було побудовано в 1886 році.
В доповіді Ю.Й. Сіцінського «Археологическая карта Подольской губернии», опублікованої в 1901 році, зазначено: «Солопковцы, м. близъ верховьевъ Студеницы, на сев. уезда. На восточной стороне местечка сохранился валъ съ рвомъ; наиболее виденъ валъ въ усадьбахъ священника, ксендза и соседняго крестьянина. Онъ огибаетъ церковь и костелъ. Высота его въ этомъ месте достигаетъ 3 саж. Это остатокъ вала, который некогда окружалъ все местечко, какъ говорить преданіе. Съ с.-з. части местечка также виденъ валъ съ рвомъ».
Як видно з доповіді на церковному подвір’ї в 1901 році знаходяться тільки церква та костел. Храм Успіння Богородиці було зруйновано в 1936  році, а матеріал використано на побудову будівель військкомату та будинку стаціонарного відділення районної лікарні( тепер напівзруйнована будівля на території лікарняного містечка). На місці зруйнованого храму в 1986 році побудовано 4 квартирний «будинок лікарів».

## Римо-католицькі храми
З другої половини XV століття і до 1795 року село знаходилося під владою Речі Посполитої. В 1590 році монахи доменіканського ордену заснували в містечку монастир (кляштор). Солобківці, як і інші поселення, розташовані поблизу Кучманського шляху, зазнавали частих нападів кримських татар. Тому Яцик Шемберг, який володів Солобківцями з кінця XVI ст., на початку XVII ст., побудував тут кам’яну фортецю з високим земляним валом та сухим ровом навколо містечка. На картах (1650 р.) французького військового інженера Боплана фортецю зображено у вигляді зірки з 6 в іншому випадку 8 бастіонами та в’їзною  вежею. На картах фортеця носить назву Краснеполь (пол. Krasnepol). Даючи фортеці  назву Краснеполь - давнього українського поселення в межах села ( Красне, Краснопілля),  польська адміністрація хотіла тим підкреслити, що містечко є красним (гарним) городом (інш.н. Krasnegrod).
В 1650 році, на кошти Яцика Шемберга, було побудовано поряд з кляштором костел Святого Йосипа Обручника. В роки Визвольної війни монастир, костел та фортецю було зруйновано козацько-селянськими загонами. Це було помста Шембергу, який був королівським ловчим (урядником) та комісаром реєстрових козаків у війську коронного гетьмана Стефана Потоцького, що вів бойові дії проти військ Богдана Хмельницького.
Про солобковецьку фортецю та культові споруди містечка згадує у своїх мемуарах  голландський мандрівник Ульрих фон Вердум, який проїздив з Городка через наше село 21 серпня 1671 року. «Та рівнина тягнеться так аж до Солотковець дві милі (шляху). То невелике, розташоване на приземистому пагорбі містечко, з трьох сторін оточене болотами та (водними) потоками. В місті видно руїни гарного монастиря. Є в нім (також) два або три руські костели ( певно костел та церкви) . Біля нього (міста) височить замок, камінна фортифікація в (плані) зірки побудована  із стіною і викладеним  міцним, сухим ровом».
Друга половина XVII - початок XVIII ст. на Поділлі характеризується розгулом епідемій чуми та холери та  жорстокою боротьбою козацьких, польських та турецько-татарських військ, що призвело до повного обезлюднення краю.
На початку XVIII ст. село стало власністю  Ігнація Гумецького — воєводи подільського, який переселив сюди з інших своїх маєтків ремісників і селян, головним чином католицького  віросповідання. Так в містечку з’явилася велика польська громада.  В 1722 році на кошти Гумецького було відновлено монастир, костел, обладнано шпиталь. В 1734 році на північному заході від Солобковець, в урочищі «Погоня» стався бій між козаками та поляками, яку описано в історичній пісні «Про бій під Солобківцями». Після перемоги гайдамаки вщент розгромили монастир та костел, а братів-домініканців вигнали.
В 1750 році культові споруди було відновлено,  а також Гумецьким було відкрито при монастирі шпиталь.
У 1765 році солобковецький маєток потрапив до пана Гоздського, а потім — Раковського.
В 1795 році Поділля переходить під владу Російської імперії. На початку XIX ст. маєток Раковського був розподілений між його кредиторами. Маєтками в Солобківцях тепер володіли пани Бєльцековські,  Грудзінські, Гобзари.
Після невдалого польського повстання в 1832 році царська влада закрила домініканський монастир, а костел став парафіяльним.
Польське національно - визвольне повстання 1863-1864 року призвело до масового закриття царською владою римо-католицьких храмів на Поділлі. Така ж доля частково спіткала і костел Святого Йосипа Обручника. Парафіяльний храм прийшов в запустіння, частково був зруйнований, хоча і надалі продовжував функціонувати. В 1896 році будівлю було відновлено і знову він отримав статус парафіяльного, Ушиського деканату і обслуговував громади католиків Солобковецької волості, з кількістю  2892 прихожан. До католицької парафії села також входили села Андріївка, Черкасівка, Глушківці, Гайдамака , Карначувка, Лошківці, Малінувка (Слобідка Глушковецька), Покутинці, Проскурівка, Примусовка,  Покутинецька Слобідка, Похонь Французький і Єврейський, фільварки. Стриховце, Тарасувка, Теодорувка.
Антирелігійна політика радянської влади  призвела до повного руйнування храму. В 1934 році костел частково було розібрано а матеріали використано на будівництво Солобковецької середньої школи №1, яку було здано в експлуатацію в 1937 році. В повоєнний час залишки від будівлі костелу використано для будівництва районного будинку культури (1951 р).

## Єврейські храми
Після того як в 1795 році Солобківці перейшли під владу Російської імперії в містечку з’явилася велика єврейська громада. В першій половині XIX століття євреї будують дерев’яну синагогу, а на кінець XIX століття зводять мурований будинок молитви.
В «Словнику географічному Королівства Польського» зазначено, що на 1890 рік в містечку є дерев’яна синагога, єврейський дім молитви. Містечко має 488 житлових будинків, 2445 мешканців, у цьому числі 930 євреїв.
З 1924 по 1934 рік в будинку молитви (синагозі) розмістилася єврейська 4 класна трудова школа. З 1934 по 1958 рік тут знаходився Солобковецький райком. З 1958 року по теперішні дні в будівлі розміщено дитячий садок «Малятко».

## Сучасні культові споруди Солобковець
З середини 30-х років і до кінця 80-х років XX століття в Солобківцях не було культових споруд.
В 1989 році на місці де стояв стародавній костел було зведено капличку а згодом нову будівлю костелу Матері Божої Святого Скапулярія . На жаль, через помилки проектувальників та будівельників храм знаходиться в аварійному стані та потребує капітального ремонту.
В 1990 році в Солобківцях побудовано Свято-Покровську церкву Української православної церкви, Московського патріархату.
З 2008 року на базі двоповерхової прибудови колишнього будинку культури побудовано християнський храм Рівноапостольного Великого князя Володимира Української православної церкви Київського патріархату.
З 1996 р. в селі діє громада церкви євангельських християн – баптистів. Будинок молитви з 2008 року знаходиться в приватній садибі.
Культові споруди різних християнських конфесій побудовано на кошти та зусиллями парафіян.